# Wickesberg
Wickesberg ist eine Hofschaft in Hückeswagen im Oberbergischen Kreis im Regierungsbezirk Köln in Nordrhein-Westfalen (Deutschland).

## Lage und Verkehrsanbindung
Wickesberg liegt im südwestlichen Hückeswagen an der Kreisstraße K 14 nahe Straßweg. Weitere Nachbarorte sind Bochen, Schückhausen, Straßburg, Kleinkatern, Großkatern und Purd.
Wickesberg liegt im Einzugsgebiet des Purder Bachs, der nach dem Zusammenfluss mit dem Bach Große Dhünn in die Große Dhünntalsperre mündet.

## Geschichte
1481 wurde der Ort das erste Mal in einer Spendenliste für den Marienaltar der Hückeswagener Kirche urkundlich erwähnt. Schreibweise der Erstnennung: Wickesberg.
Im 18. Jahrhundert gehörte der Ort zum bergischen Amt Bornefeld-Hückeswagen. 1815/16 lebten 66 Einwohner im Ort. 1832 gehörte Wickesberg der Großen Honschaft an, die ein Teil der Hückeswagener Außenbürgerschaft innerhalb der Bürgermeisterei Hückeswagen war. Der laut der Statistik und Topographie des Regierungsbezirks Düsseldorf als Weiler kategorisierte Ort besaß zu dieser Zeit acht Wohnhäuser und zwölf landwirtschaftliche Gebäude. Zu dieser Zeit lebten 67 Einwohner im Ort, allesamt evangelischen Glaubens.
Im Gemeindelexikon für die Provinz Rheinland werden für 1885 sieben Wohnhäuser mit 40 Einwohnern angegeben. Der Ort gehörte zu dieser Zeit zur Landgemeinde Neuhückeswagen innerhalb des Kreises Lennep. 1895 besitzt der Ort sechs Wohnhäuser mit 33 Einwohnern, 1905 sechs Wohnhäuser und 39 Einwohner.

## Wander- und Radwege
Folgende Wanderwege führen an dem Ort vorbei:
- Der Ortswanderweg □ von der Wermelskirchener Knochenmühle zur Bevertalsperre

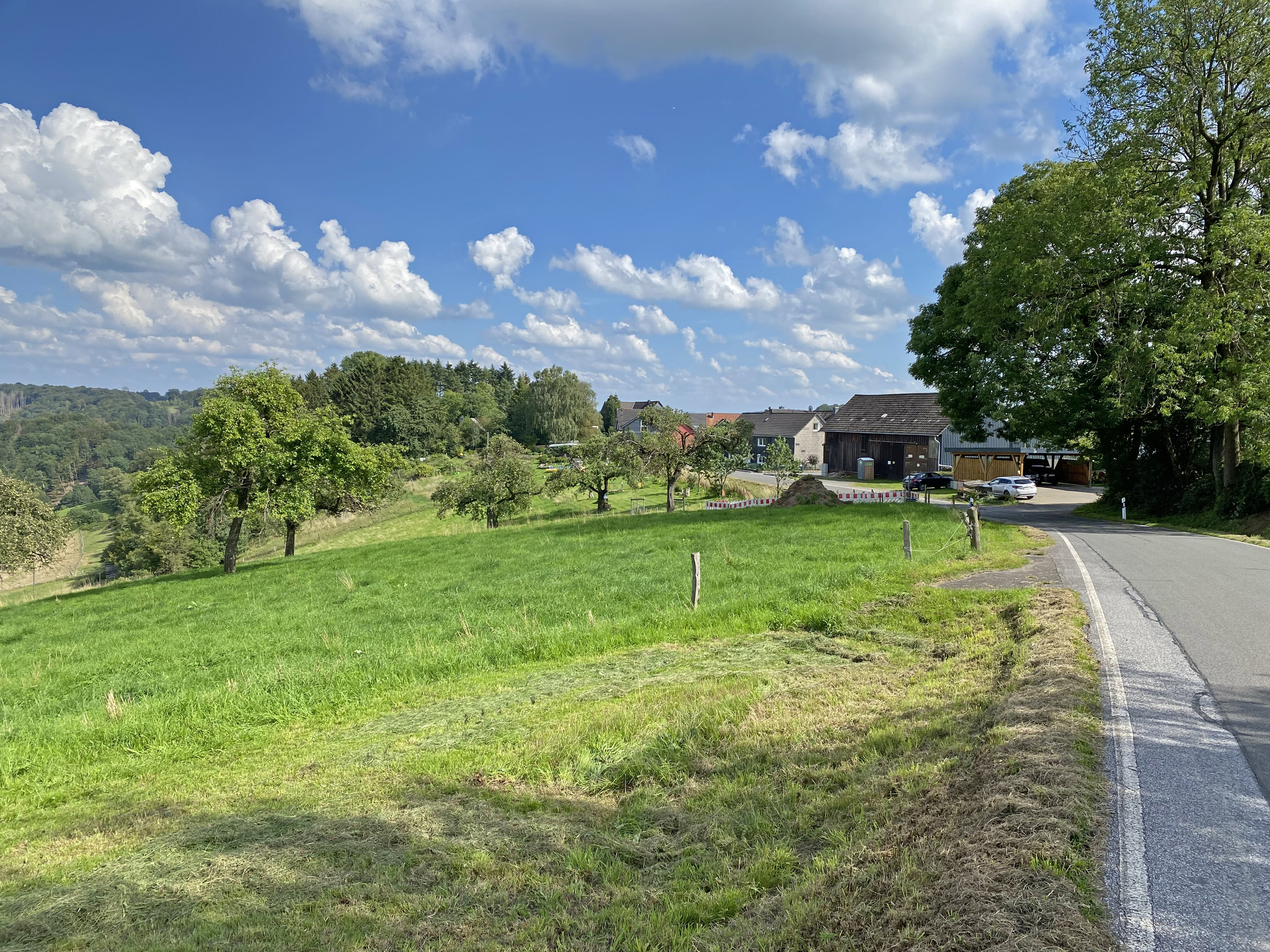
Wickesberg – nördlicher Ortseingang
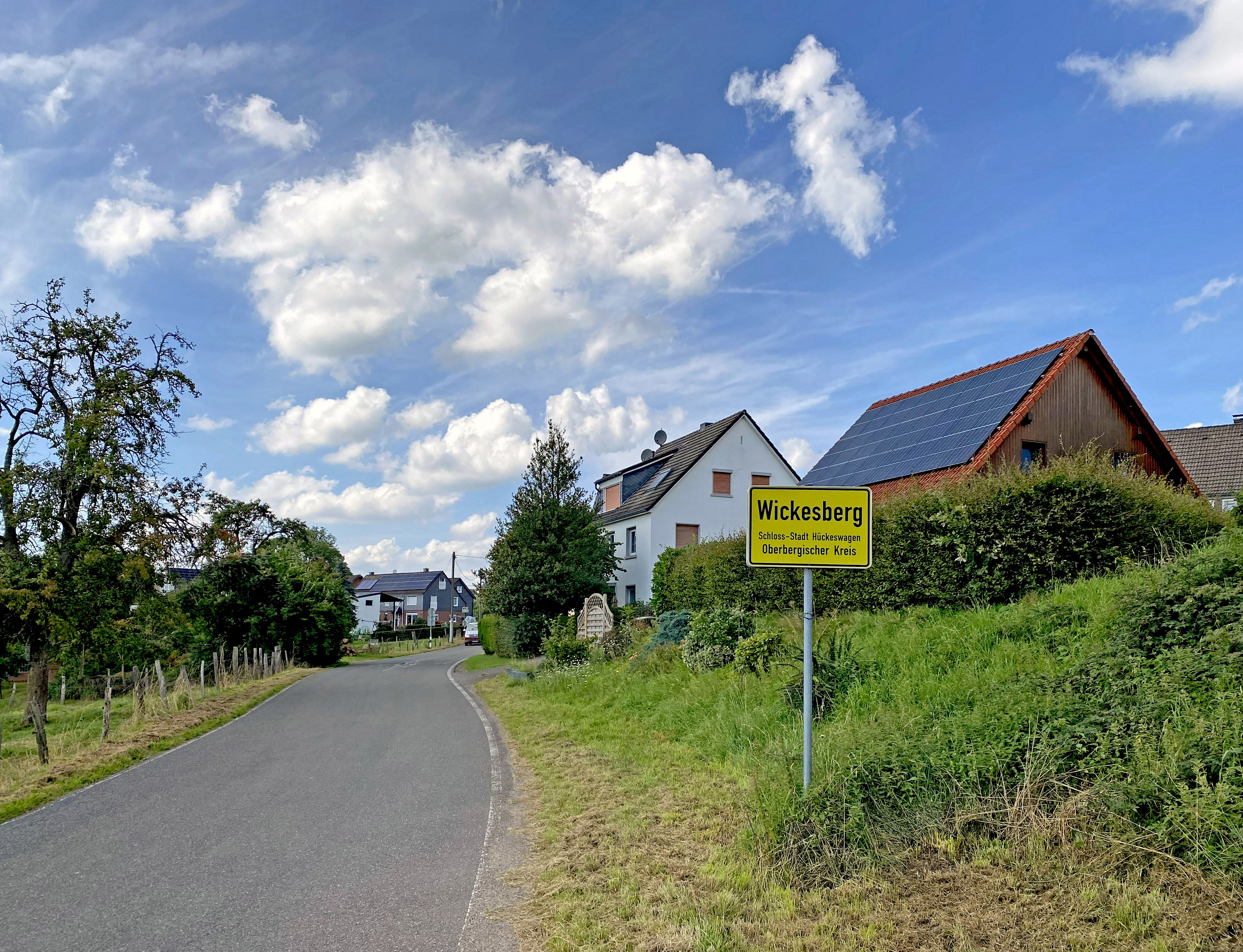
Wickesberg – südlicher Ortseingang
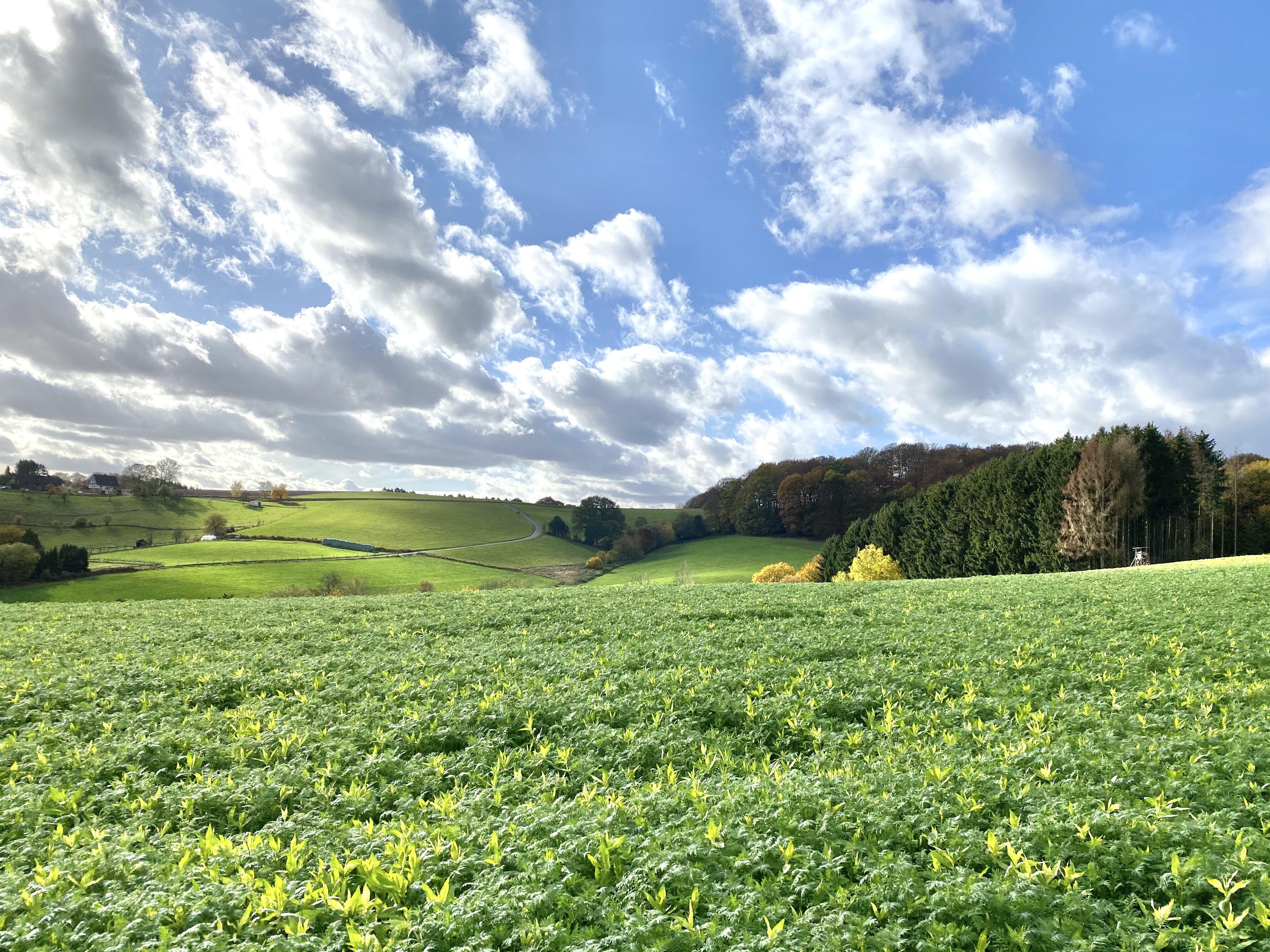
Landschaft um Wickesberg (im Bild hinten links)